# Interleuchina 17
L'interleuchina 17 (IL17) è una citochina (molecola solubile) pro-infiammatoria che viene prodotta in certe reazioni infiammatorie. Viene prodotta dai linfociti TH17, ovvero linfociti T Helper (CD4+), sotto stimolo dell'interleuchina 23 (IL23).
| Controllo di autorità | Thesaurus BNCF 74025 |